# Elaphodus cephalophus
O cervo-de-topete ou eláfodo é uma pequena espécie de cervídeo caracterizado por um proeminente tufo de pelos pretos na testa e caninos proeminentes nos machos. É muito próximo evolutivamente de Muntiacus, vivendo mais ao norte, em uma ampla região do centro da China e nordeste de Myanmar. Embora sofrendo por conta da caça e perda do habitat, esse cervídeo não se encontra em risco de extinção. É o único membro do gênero Elaphodus. Está restrito às florestas montanhosas acima de 4500 m do nível do mar.

## Subespécies
Quatro subespécies são reconhecidas:
- E. c. cephalophus – a maior subespécie, com pelagem marrom, encontrada no sudoeste da China e nordeste de Myanmar.
- E. c. michianus – possui um focinho mais afilado, encontrado no sudoeste da China.
- E. c. ichangensis – possui o focinho relativamente achatado e pelagem cinzenta, encontrado no centro da China.[2]
- E. c. forciensus – subespécie controversa, distribuição não é clara.[1]